# Symphyandra
Symphyandra es un género de 10-12 especies de plantas de flores pertenecientes a la familia Campanulaceae, son nativas, principalmente, del este del Mediterráneo, región de Asia Menor, los Balcanes, y Creta, pero con una especie en el este de Asia en Corea. El género está estrechamente relacionado con Campanula, pero tiene las anteras fusionadas, mientras que Campanula las tiene separadas.
Son plantas bienales o de corta vida perenne. Tienen raíces carnosas y las hojas en rosetas basales, son alternas sobre los tallos florales. Las hojas basales son acorazonadas con los márgenes dentados, velludas y con un largo peciolo. Las flores se producen en racimos terminales, corimbos o panículas, floreciendo durante el verano, son acampanadas y de color blanco o azul.

## Especies
- Symphyandra armena
- Symphyandra asiatica
- Symphyandra cretica
- Symphyandra daralaghezica
- Symphyandra finitima
- Symphyandra hofmannii
- Symphyandra lazica
- Symphyandra lezgina
- Symphyandra odontosepala
- Symphyandra ossetica
- Symphyandra pendula
- Symphyandra repens
- Symphyandra transcaucasica
- Symphyandra wanneri
- Symphyandra zangezura

Según KEW es un sinónimo de Campanula.